# 贾珠
贾珠，《红楼梦》人物，是榮國府二老爺贾政与王夫人的长子，賈元春、贾宝玉胞兄，贾探春、贾环嫡兄，李纨之夫，贾兰之父。从未登场，只是在众人口中提及过多次，他十四岁进学，不到二十岁就娶妻生子，但一病死了。
贾府被抄家时，贾政不禁想念起贾珠。可见贾珠颇有才华，可惜早逝。